# Kununurra
Kununurra is een plaats in de regio Kimberley in West-Australië. Het is het administratieve centrum van het lokale bestuursgebied Shire of Wyndham-East Kimberley en ligt 3.214 kilometer ten noordoosten van Perth, 834 kilometer ten zuidzuidwesten van Darwin en 73 kilometer ten zuidoosten van het havenplaatsje Wyndham. In 2021 telde Kununurra 5.494 inwoners tegenover 4.794 in 2006. Ongeveer een kwart van de bevolking is van inheemse afkomst.

## Geschiedenis
De eerste tekenen van menselijke aanwezigheid in de oostelijke Kimberley gaan veertigduizend tot zestigduizend jaar terug. De Aborigines van de Miriwong aborigines-taalgroep leefden in het gebied alvorens de Europeanen er toekwamen. Alexander Forrest was in 1879 de eerste Europeaan die het gebied verkende. Hij gaf de regio de naam Kimberley en benoemde de rivieren Margaret en Ord en het Koning Leopold-gebergte, sinds 2020 Wunaamin-Miliwundi-gebergte. Forrest werd landagent en verpachtte eenentwintig miljoen hectare grond aan veehouders. Hij werd het eerste lid voor de Kimberley in de Western Australian Legislative Council. In de jaren 1880 vestigde de familie Durack zich in de Kimberley en ontwikkelde er geleidelijk aan de Lissadell, Argyle, Rosewood en Ivanhoe runderstations. Op de Ivanhoe-station experimenteerde Kimberley Durack met de teelt van gewassen en kwam in 1939 op een idee voor een irrigatiesysteem, gebruikmakend van de rivier Ord.

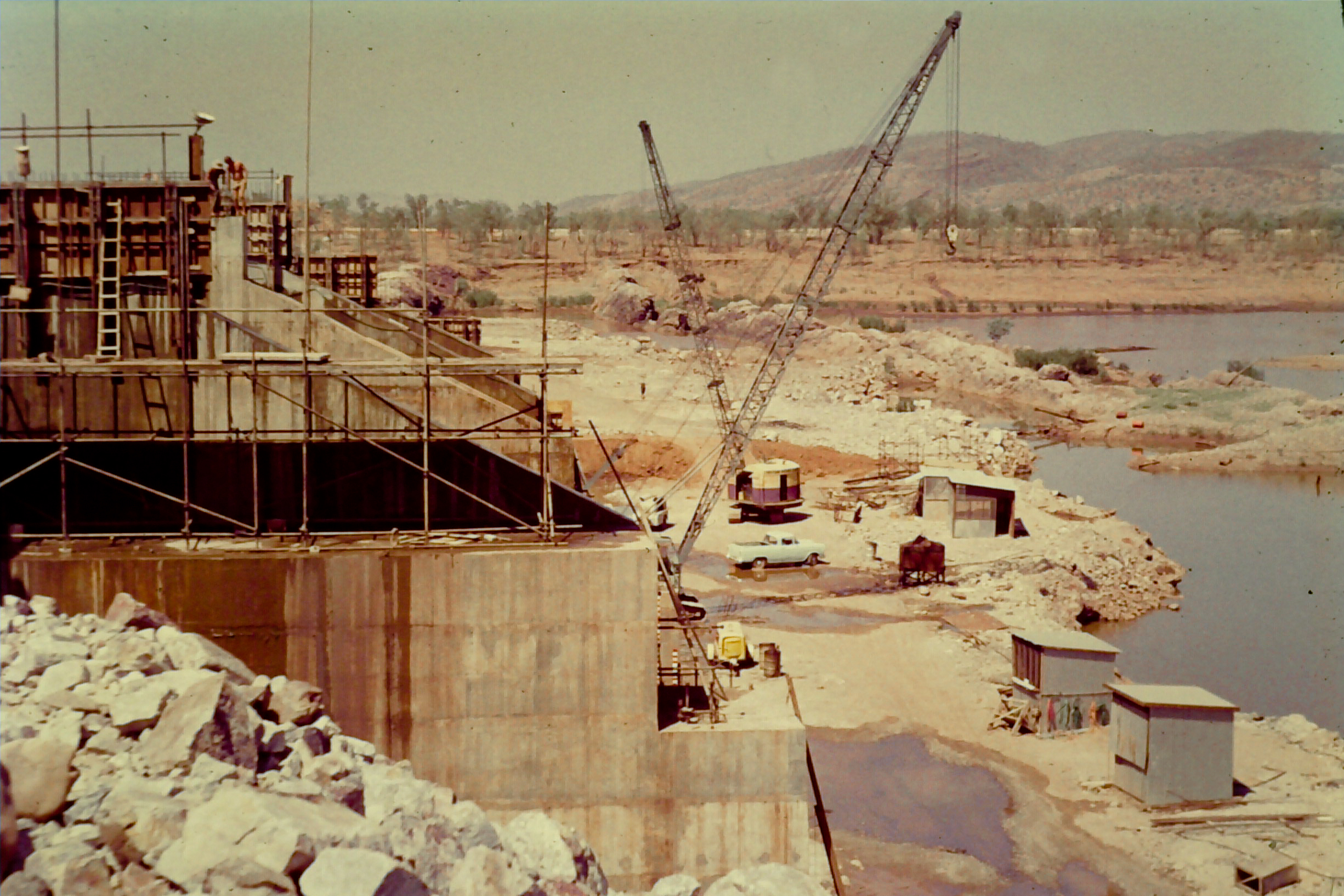
Bouw Diversion Dam in 1962

In 1941 startte de overheid een experimentele boerderij op langs de rivier Ord maar die werd in 1945 alweer gesloten. Ingenieurs bestudeerden de mogelijkheden van een stuwdam in de rivier. In 1945 zetten de federale en deelstaatoverheden gezamenlijk een onderzoeksstation op in de Ivanhoe-vlakte en experimenteerde met gewassen als rijst, saffloer, lijnzaad en suikerriet. In 1959 werd het irrigatieprogramma voor de rivier Ord goedgekeurd en de nodige fondsen ervoor vrijgemaakt. Tegen 1963 was de eerste fase van het programma afgewerkt. De Ord River Diversion Dam, ook wel de Kununurra Diversion Dam genoemd, is 335 meter breed en heeft twintig sluizen waarlangs water naar de vlakte geleid kan worden via irrigatiekanalen. Koningin Elisabeth en prins Philip bezochten Kununurra in maart toen het meer voor het eerst volliep en in juli 1963 opende eerste minister R.G. Menzies de Ord River Irrigation Area officieel. Tegen 1966 waren er eenendertig landbouwbedrijven actief.
Voor de arbeiders die aan het project werkten werd in 1959 een dorpje gebouwd. In 1961 werd Kununurra dan officieel gesticht. Het zou eerst Cunnamulla genoemd worden maar er was reeds een plaats met die naam in Queensland. Kununurra is een plaatselijk aborigineswoord dat "samenkomst van grote waters" betekent.
In 1968 werd begonnen met de tweede fase van het irrigatieprogramma. De Ord River (Main) Dam, ook wel de Lake Argyle Dam genoemd, werd aangelegd. In 1972 werd de tweede fase afgerond en had zich het Argyle-meer gevormd in het Carr Boyd-gebergte waar vroeger de Argyle Station gelegen was. Het meer bevatte 5.641 gigaliter water. Vanuit het Argyle-meer werd water in het Kununurra-meer gelaten zodat het water daar steeds even hoog stond om de Ivanhoe-vlakte te irrigeren. In 1974 werd ook de Packsaddle-vlakte, met vijf landbouwbedrijven, erop aangesloten. In 1985 werd de Argyle diamantmijn in gebruik genomen die water gebruikt uit het Argyle-meer. Er wordt ook aan commerciële visvangst gedaan en de meren trekken het toerisme aan.
In de jaren 1990 werd beslist een waterkrachtcentrale te bouwen aan de voet van de Ord River Dam. De 2,2 kilometer lange overloop werd daarvoor met zes meter verhoogd waardoor de capaciteit van het meer bijna verdubbelde en het 10.763 gigaliter water bevat. De meren en 360 kilometer kanalen irrigeren 12.500 hectare landbouwgrond waarop bananen, mango's, rijst, katoen, chia, citrus, (water)meloenen, sandelhout, suikerriet en pompoenen worden verbouwd.
In 2009 maakten de federale en deelstaatoverheden fondsen vrij voor de uitbreiding van het landbouwareaal. In februari 2009 werd begonnen met de aanleg van een tweede hoofdkanaal waardoor de voor landbouw geschikte grond zou vermeerderen tot 45.000 hectare.

## Toerisme
Kununurra trekt veel gepensioneerden ("grey nomads") aan in het droge seizoen en kan de toevloed aan caravans amper aan. Hoewel Kununurra afgelegen is en nog niet zo lang bestaat is het de belangrijkste uitvalsbasis voor de oostelijke Kimberley geworden:
- De Kununurra Diversion Dam is een gigantisch bouwwerk en Lake Kununurra herbergt een grote variatie aan fauna en flora.
- Black Rock Falls is een waterval in de rivier Ord.
- Het Kununurra Museum is een streekmuseum.
- De Elephant Rock is een imposante rotsformatie die ook wel de Sleeping Buddha wordt genoemd.
- De Ivanhoe Crossing is de oorspronkelijke weg naar Wyndham over de rivier Ord maar bevindt zich door het irrigatieprogramma meestal onder water.
- Het Mirima National Park is een nationaal park op vijf kilometer van Kununurra met driehonderdvijftig miljoen jaar oude rotsformaties.
- Kelly's Knob Lookout is een uitkijkpunt dat een panoramisch zicht over Kununurra biedt.
- Molly Springs is een rustige oase, een kleine waterpoel met een waterval.
- De Cockburn Range is een bergkam die zeshonderd meter boven de vlakte rondom uitsteekt.
- Vanuit Kununurra zijn er charters naar en over het nationaal park Purnululu met zijn Bungle Bungles.
- In Kunnunurra zijn enkele juwelenwinkeltjes die diamant verwerken uit de Argyle diamantmijn en er is een sandelhout fabriekje dat producten maakt van lokaal sandelhout.

## Transport
Kununurra ligt langs de Victoria Highway die aansluit op de Great Northern Highway. De East Kimberley Regional Airport ligt op 3,7 kilometer van het centrum. In het regenseizoen is de luchthaven soms gesloten. Er wordt op Broome, Perth en Darwin gevlogen.

## Klimaat
Kununurra kent een warm steppeklimaat, BSh volgens de klimaatclassificatie van Köppen, hoewel het in een tropische zone ligt. Het kent een droog en een regenseizoen. De gemiddelde jaarlijkse temperatuur bedraagt 28,8 °C en de gemiddelde jaarlijkse neerslag 720 mm.
| Maand                                  | jan   | feb   | mrt   | apr  | mei  | jun  | jul  | aug  | sep  | okt  | nov  | dec   | Jaar |
| -------------------------------------- | ----- | ----- | ----- | ---- | ---- | ---- | ---- | ---- | ---- | ---- | ---- | ----- | ---- |
| Gemiddeld maximum (°C)                 | 35,8  | 35,1  | 35,8  | 35,4 | 33,0 | 30,4 | 30,7 | 32,7 | 36,7 | 38,8 | 39,0 | 37,2  | 35,0 |
| Gemiddeld minimum (°C)                 | 25,1  | 24,7  | 24,3  | 21,9 | 18,7 | 15,8 | 15,0 | 15,5 | 19,8 | 23,4 | 25,2 | 25,5  | 21,2 |
|                                        |       |       |       |      |      |      |      |      |      |      |      |       |      |
| Neerslag (mm)                          | 208,4 | 215,0 | 145,0 | 30,7 | 7,0  | 3,2  | 1,4  | 0,1  | 4,1  | 21,7 | 60,0 | 140,4 | 837  |
| Regendagen (dag)                       | 12,9  | 12,3  | 8,7   | 2,3  | 0,8  | 0,3  | 0,2  | 0,0  | 0,3  | 2,4  | 4,7  | 9,1   | 54   |
| Relatieve luchtvochtigheid (%)         | 51    | 56    | 44    | 31   | 26   | 24   | 20   | 18   | 21   | 24   | 32   | 45    | 32,6 |
| Bron: Australian Bureau of Meteorology |       |       |       |      |      |      |      |      |      |      |      |       |      |

## Media
Een groot deel van de film Australia werd opgenomen nabij Kununurra. Nicole Kidman werd er naar eigen zeggen zwanger dankzij het water uit de watervallen.
Ardyaloon · Balgo · Beagle Bay · Broome · Camballin · Cockatoo Island · Derby · Fitzroy Crossing · Halls Creek · Kadjina · Kalumburu · Koolan Island · Kununurra · Looma · Oombulgurri · Warmun · Wyndham · Yungngora